# Dichagyris soror
Dichagyris soror is een vlinder uit de familie uilen (Noctuidae). De wetenschappelijke naam is voor het eerst geldig gepubliceerd in 1997 door Fibiger.
De soort komt voor in Europa.